# Kategoriale Wahrnehmung
Unter kategorialer Wahrnehmung versteht die Psycholinguistik bei der Sprachwahrnehmung die Einordnung von Stimuli (z. B. akustische Eindrücke) in Kategorien zur kognitiven Verarbeitung. In verschiedenen Experimenten konnte so beispielsweise gezeigt werden, dass Wörter samt Bedeutung gespeichert werden, nicht aber die einzelnen Laute, aus denen sie bestehen.
Bei kontinuierlicher Veränderung eines Parameters eines Sprachsignals ließ sich zeigen, dass die Wahrnehmung statistisch nicht kontinuierlich von einer Kategorie zur anderen übergeht, sondern an einer bestimmten (sprachspezifischen) Grenze plötzlich in die andere Kategorie kippt.